# Dyskonto rzeczywiste proste
Dyskonto proste (rzeczywiste) – wartość, o jaką należy pomniejszyć przyszłą wartość (FV, ang. future value), aby otrzymać bieżącą wartość (PV, ang. present value) – przy założeniu oprocentowania prostego. Dyskontowanie proste jest działaniem odwrotnym do oprocentowania prostego.

## Obliczanie dyskonta prostego
- {\displaystyle PV} – wartość bieżąca kapitału
- {\displaystyle FV} – wartość przyszła kapitału
- {\displaystyle D} – dyskonto
- {\displaystyle r} – stopa zwrotu
- {\displaystyle t} – liczba okresów.

Dyskonto stanowi różnicę pomiędzy wartością przyszłą a wartością bieżącą:
{\displaystyle D=FV-PV.}
Ponieważ zakładamy oprocentowanie proste, prawdziwa jest zależność:
{\displaystyle PV=FV{\frac {1}{1+rt}}.}
Po przekształceniach otrzymuje się zależność:
{\displaystyle D=FV{\frac {rt}{1+rt}}.}